# Kevin Ullyett
Kevin Ullyett (ur. 23 maja 1972 w Harare) – zimbabwejski tenisista, zwycięzca Australian Open 2005, US Open 2001 w grze podwójnej oraz Australian Open 2002 w grze mieszanej, reprezentant w Pucharze Davisa, olimpijczyk.

## Kariera tenisowa
Syn Roberta, krykiecisty i hokeisty na trawie. Karierę zawodową rozpoczął w roku 1990, a zakończył w listopadzie 2009 roku.
W singlu największym sukcesem Ullyetta jest finał rozgrywek z roku 1999 rangi ATP World Tour w Nottingham, gdzie w meczu o tytuł przegrał z Cédricem Pioline 3:6, 5:7. Najwyżej sklasyfikowany w rankingu był w maju 2000 roku na 107. miejscu.
W deblu jest Ullyett mistrzem wielkoszlemowego US Open 2001 i Australian Open 2005. Oba tytuły wywalczył z Wayne’em Blackiem. Ponadto jest finalistą Wimbledonu 2008 (porażka wspólnie z Jonasem Björkmanem w z deblem Daniel Nestor–Nenad Zimonjić). W 2004 roku doszedł do finału rozgrywek Tennis Masters Cup, lecz w finale razem z Blackiem przegrał z Bobem i Mikiem Bryanami. Łącznie jako deblista Ullyett wygrał 34 turnieje ATP World Tour oraz 25 razy grał w finałach tych rozgrywek. Najwyższą pozycję w zestawieniu indywidualnym deblistów osiągnął pod koniec stycznia 2005 roku, będąc na 4. pozycji.
W grze mieszanej jest mistrzem Australian Open 2002 (w parze z Danielą Hantuchovą). Wspólnie z Liezel Huber awansował do finału miksta na Australian Open 2005, ale w decydującym spotkaniu lepsi okazali się Samantha Stosur i Scott Draper.
W latach 1999–2004 reprezentował Zimbabwe w Pucharze Davisa, występując głównie w deblu. W singlu pokonał m.in. Nicolasa Massú (Chile) w 1999 roku oraz Filippo Volandriego (Włochy) w 2003 roku. Łącznie zagrał w 18 meczach, wygrywając 11 (8 w deblu oraz 3 w singlu).
Ullyett 2 razy reprezentował kraj na igrzyskach olimpijskich – w Sydney (2000) i Atenach (2004). W Sydney doszedł do 2 rundy gry pojedynczej, a także odpadł w 1 rundzie gry podwójnej. Podczas zawodów w Atenach zagrał wyłącznie w deblu, docierając do ćwierćfinału. W obu turniejach startował wspólnie z Wayne’em Blackiem.

### Finały w turniejach ATP World Tour
| Legenda                                      |
| -------------------------------------------- |
| Wielki Szlem                                 |
| Igrzyska olimpijskie                         |
| Tennis Masters Cup / ATP Finals              |
| ATP Masters Series / ATP Tour Masters 1000   |
| ATP International Series Gold / ATP Tour 500 |
| ATP International Series / ATP Tour 250      |

#### Gra pojedyncza (0–1)
| Końcowy wynik | Nr | Data            | Turniej    | Nawierzchnia | Przeciwnik     | Wynik finału |
| ------------- | -- | --------------- | ---------- | ------------ | -------------- | ------------ |
| Finalista     | 1. | 20 czerwca 1999 | Nottingham | Trawiasta    | Cédric Pioline | 3:6, 5:7     |

#### Gra mieszana (1–1)
| Końcowy wynik | Nr | Data             | Turniej                    | Nawierzchnia | Partnerka          | Przeciwnicy                  | Wynik finału   |
| ------------- | -- | ---------------- | -------------------------- | ------------ | ------------------ | ---------------------------- | -------------- |
| Zwycięzca     | 1. | 26 stycznia 2002 | Australian Open, Melbourne | Twarda       | Daniela Hantuchová | Paola Suárez Gastón Etlis    | 6:3, 6:2       |
| Finalista     | 1. | 29 stycznia 2005 | Australian Open, Melbourne | Twarda       | Liezel Huber       | Samantha Stosur Scott Draper | 2:6, 6:2, 6–10 |

#### Gra podwójna (34–25)
| Końcowy wynik | Nr  | Data                 | Turniej                     | Nawierzchnia    | Partner               | Przeciwnicy                         | Wynik finału              |
| ------------- | --- | -------------------- | --------------------------- | --------------- | --------------------- | ----------------------------------- | ------------------------- |
| Finalista     | 1.  | 28 kwietnia 1996     | Seul                        | Twarda          | Kent Kinnear          | Rick Leach Jonathan Stark           | 4:6, 4:6                  |
| Zwycięzca     | 1.  | 2 lutego 1997        | Szanghaj                    | Dywanowa (hala) | Maks Mirny            | Tomas Nydahl Stefano Pescosolido    | 7:6, 6:7, 7:5             |
| Zwycięzca     | 2.  | 26 kwietnia 1998     | Orlando                     | Ceglana         | Grant Stafford        | Michael Tebbutt Mikael Tillström    | 4:6, 6:4, 7:5             |
| Zwycięzca     | 3.  | 10 maja 1998         | Coral Springs               | Ceglana         | Grant Stafford        | Mark Merklein Vince Spadea          | 7:5, 6:4                  |
| Zwycięzca     | 4.  | 26 lipca 1998        | Waszyngton                  | Twarda          | Grant Stafford        | Wayne Ferreira Patrick Galbraith    | 6:2, 6:4                  |
| Zwycięzca     | 5.  | 20 września 1998     | Bournemouth                 | Ceglana         | Neil Broad            | Wayne Arthurs Alberto Berasategui   | 7:6, 6:3                  |
| Finalista     | 2.  | 11 października 1998 | Bazylea                     | Twarda (hala)   | Piet Norval           | Olivier Delaître Fabrice Santoro    | 3:6, 6:7                  |
| Finalista     | 3.  | 10 stycznia 1999     | Doha                        | Twarda          | Piet Norval           | Alex O’Brien Jared Palmer           | 3:6, 4:6                  |
| Finalista     | 4.  | 17 października 1999 | Wiedeń                      | Twarda (hala)   | Piet Norval           | David Prinosil Sandon Stolle        | 3:6, 4:6                  |
| Zwycięzca     | 6.  | 24 października 1999 | Lyon                        | Dywanowa (hala) | Piet Norval           | Wayne Ferreira Sandon Stolle        | 4:6, 7:6(5), 7:6(4)       |
| Zwycięzca     | 7.  | 14 listopada 1999    | Sztokholm                   | Twarda (hala)   | Piet Norval           | Jan-Michael Gambill Scott Humphries | 7:5, 6:3                  |
| Zwycięzca     | 8.  | 27 sierpnia 2000     | Long Island                 | Twarda          | Jonathan Stark        | Jan-Michael Gambill Scott Humphries | 6:4, 6:4                  |
| Zwycięzca     | 9.  | 8 października 2000  | Hongkong                    | Twarda          | Wayne Black           | Dominik Hrbatý David Prinosil       | 6:1, 6:2                  |
| Zwycięzca     | 10. | 12 listopada 2000    | Petersburg                  | Twarda (hala)   | Daniel Nestor         | Thomas Shimada Myles Wakefield      | 7:6(5), 7:5               |
| Zwycięzca     | 11. | 18 lutego 2001       | Kopenhaga                   | Twarda (hala)   | Wayne Black           | Jiří Novák David Rikl               | 6:3, 6:3                  |
| Zwycięzca     | 12. | 26 sierpnia 2001     | Long Island                 | Twarda          | Jonathan Stark        | Leoš Friedl Radek Štěpánek          | 6:1, 6:4                  |
| Zwycięzca     | 13. | 8 września 2001      | US Open, Nowy Jork          | Twarda          | Wayne Black           | Donald Johnson Jared Palmer         | 7:6(9), 2:6, 6:3          |
| Zwycięzca     | 14. | 6 stycznia 2002      | Adelaide                    | Twarda          | Wayne Black           | Bob Bryan Mike Bryan                | 7:5, 6:2                  |
| Zwycięzca     | 15. | 3 marca 2002         | San Jose                    | Twarda (hala)   | Wayne Black           | John-Laffnie de Jager Robbie Koenig | 6:3, 4:6, 10–5            |
| Finalista     | 5.  | 12 maja 2002         | Rzym                        | Ceglana         | Wayne Black           | Martin Damm Cyril Suk               | 5:7, 5:7                  |
| Zwycięzca     | 16. | 16 czerwca 2002      | Londyn                      | Trawiasta       | Wayne Black           | Mahesh Bhupathi Maks Mirny          | 7:5, 6:3                  |
| Zwycięzca     | 17. | 18 sierpnia 2002     | Waszyngton                  | Twarda          | Wayne Black           | Bob Bryan Mike Bryan                | 3:6, 6:3, 7:5             |
| Zwycięzca     | 18. | 13 października 2002 | Lyon                        | Dywanowa (hala) | Wayne Black           | Mark Knowles Daniel Nestor          | 6:4, 3:6, 7:6(3)          |
| Zwycięzca     | 19. | 27 października 2002 | Sztokholm                   | Twarda (hala)   | Wayne Black           | Wayne Arthurs Paul Hanley           | 6:4, 2:6, 7:6(4)          |
| Finalista     | 6.  | 2 marca 2003         | Dubaj                       | Twarda          | Wayne Black           | Leander Paes David Rikl             | 3:6, 0:6                  |
| Zwycięzca     | 20. | 4 maja 2003          | Monachium                   | Ceglana         | Wayne Black           | Joshua Eagle Jared Palmer           | 6:3, 7:5                  |
| Finalista     | 7.  | 20 lipca 2003        | Stuttgart                   | Ceglana         | Jewgienij Kafielnikow | Tomáš Cibulec Pavel Vízner          | 6:3, 3:6, 4:6             |
| Finalista     | 8.  | 5 października 2003  | Moskwa                      | Dywanowa (hala) | Wayne Black           | Mahesh Bhupathi Maks Mirny          | 3:6, 5:7                  |
| Finalista     | 9.  | 19 października 2003 | Madryt                      | Twarda (hala)   | Wayne Black           | Mahesh Bhupathi Maks Mirny          | 2:6, 6:2, 3:6             |
| Finalista     | 10. | 21 marca 2004        | Indian Wells                | Twarda          | Wayne Black           | Arnaud Clément Sébastien Grosjean   | 3:6, 6:4, 5:7             |
| Zwycięzca     | 21. | 4 kwietnia 2004      | Miami                       | Twarda          | Wayne Black           | Jonas Björkman Todd Woodbridge      | 6:2, 7:6(12)              |
| Zwycięzca     | 22. | 16 maja 2004         | Hamburg                     | Ceglana         | Wayne Black           | Bob Bryan Mike Bryan                | 6:4, 6:2                  |
| Finalista     | 11. | 25 lipca 2004        | Indianapolis                | Twarda          | Wayne Black           | Jordan Kerr Jim Thomas              | 7:6(7), 6:7(3), 3:6       |
| Finalista     | 12. | 7 listopada 2004     | Paryż                       | Dywanowa (hala) | Wayne Black           | Jonas Björkman Todd Woodbridge      | 3:6, 4:6                  |
| Finalista     | 13. | 14 listopada 2004    | Tennis Masters Cup, Houston | Twarda          | Wayne Black           | Bob Bryan Mike Bryan                | 6:4, 5:7, 4:6, 2:6        |
| Zwycięzca     | 23. | 29 stycznia 2005     | Australian Open, Melbourne  | Twarda          | Wayne Black           | Bob Bryan Mike Bryan                | 6:4, 6:4                  |
| Finalista     | 14. | 3 kwietnia 2005      | Miami                       | Twarda          | Wayne Black           | Jonas Björkman Maks Mirny           | 1:6, 2:6                  |
| Finalista     | 15. | 7 sierpnia 2005      | Waszyngton                  | Twarda          | Wayne Black           | Bob Bryan Mike Bryan                | 4:6, 2:6                  |
| Zwycięzca     | 24. | 14 sierpnia 2005     | Montreal                    | Twarda          | Wayne Black           | Jonatan Erlich Andy Ram             | 6:7(5), 6:3, 6:0          |
| Finalista     | 16. | 21 sierpnia 2005     | Cincinnati                  | Twarda          | Wayne Black           | Jonas Björkman Maks Mirny           | 6:7(3), 2:6               |
| Finalista     | 17. | 8 stycznia 2006      | Adelaide                    | Twarda          | Paul Hanley           | Jonatan Erlich Andy Ram             | 6:7(4), 6:7(10)           |
| Zwycięzca     | 25. | 26 lutego 2006       | Rotterdam                   | Twarda (hala)   | Paul Hanley           | Jonatan Erlich Andy Ram             | 7:6(4), 7:6(2)            |
| Zwycięzca     | 26. | 5 marca 2006         | Dubaj                       | Twarda          | Paul Hanley           | Mark Knowles Daniel Nestor          | 1:6, 6:2, 10–1            |
| Zwycięzca     | 27. | 22 maja 2006         | Hamburg                     | Ceglana         | Paul Hanley           | Mark Knowles Daniel Nestor          | 6:2, 7:6(8)               |
| Zwycięzca     | 28. | 18 czerwca 2006      | Londyn                      | Trawiasta       | Paul Hanley           | Jonas Björkman Maks Mirny           | 6:4, 3:6, 10–8            |
| Finalista     | 18. | 6 sierpnia 2006      | Waszyngton                  | Twarda          | Paul Hanley           | Bob Bryan Mike Bryan                | 3:6, 7:5, 3–10            |
| Finalista     | 19. | 13 sierpnia 2006     | Toronto                     | Twarda          | Paul Hanley           | Bob Bryan Mike Bryan                | 3:6, 5:7                  |
| Zwycięzca     | 29. | 15 października 2006 | Sztokholm                   | Twarda (hala)   | Paul Hanley           | Olivier Rochus Kristof Vliegen      | 7:6(2), 6:4               |
| Zwycięzca     | 30. | 13 stycznia 2007     | Sydney                      | Twarda          | Paul Hanley           | Mark Knowles Daniel Nestor          | 6:4, 6:7(3), 10–6         |
| Finalista     | 20. | 21 maja 2007         | Hamburg                     | Ceglana         | Paul Hanley           | Bob Bryan Mike Bryan                | 3:6, 4:6                  |
| Finalista     | 21. | 19 sierpnia 2007     | Montreal                    | Twarda          | Paul Hanley           | Mahesh Bhupathi Pavel Vízner        | 4:6, 4:6                  |
| Finalista     | 22. | 20 kwietnia 2008     | Estoril                     | Ceglana         | Jamie Murray          | Jeff Coetzee Wesley Moodie          | 2:6, 6:4, 8–10            |
| Zwycięzca     | 31. | 22 czerwca 2008      | Nottingham                  | Trawiasta       | Bruno Soares          | Jeff Coetzee Jamie Murray           | 6:2, 7:6(5)               |
| Finalista     | 23. | 6 lipca 2008         | Wimbledon, Londyn           | Trawiasta       | Jonas Björkman        | Daniel Nestor Nenad Zimonjić        | 6:7(12), 7:6(3), 3:6, 3:6 |
| Finalista     | 24. | 17 sierpnia 2008     | Waszyngton                  | Twarda          | Bruno Soares          | Marc Gicquel Robert Lindstedt       | 6:7(6), 3:6               |
| Zwycięzca     | 32. | 12 października 2008 | Sztokholm                   | Twarda (hala)   | Jonas Björkman        | Johan Brunström Michael Ryderstedt  | 6:1, 6:3                  |
| Zwycięzca     | 33. | 2 listopada 2008     | Paryż                       | Twarda (hala)   | Jonas Björkman        | Jeff Coetzee Wesley Moodie          | 6:2, 6:2                  |
| Finalista     | 25. | 29 sierpnia 2009     | New Haven                   | Twarda          | Bruno Soares          | Julian Knowle Jürgen Melzer         | 4:6, 6:7(3)               |
| Zwycięzca     | 34. | 25 października 2009 | Sztokholm                   | Twarda (hala)   | Bruno Soares          | Simon Aspelin Paul Hanley           | 6:4, 7:6(4)               |